# UTON vz. 75
Útočný nůž UTON byl do ČSLA zaveden jako osobní zbraň jednotlivce. Byl určen pro průzkumné, výsadkové a letecké jednotky na sebeobranu a na bezhlučné zneškodnění nepřítele. Výsadkové a letecké jednotky používaly UTON pro odstraňování závad na padáku při seskocích a nůž byl umístěn na záložním padáku na břichu výsadkáře. UTON byl dodáván v papírové krabici a balen po 10 kusech spolu s obtahovacím kamenem. Armáda skladovala nože natřené v konzervační vazelíně P. Konzervační vazelína během let zaschla a vytvořila ochranný povlak na čepeli. Vazelína se dá lehce smýt lihem, benzínem atd. 

## Vývoj
Výroba pravděpodobně začala v roce 1973, kdy jsou známé první informace a to razítka na výrobních výkresech nože a příslušenství. Měl nahradit zastaralý nůž VO-7. Vývoje se ujali pracovníci výzkumného ústavu 010 Slavičín ve spolupráci s výrobcem nožů Mikov. Dne 15. prosince 1976 byly schválené technické podmínky TP-VD-648-76 pro výrobu a přejímání útočných nožů vz. 75. Technické podmínky určovaly, že čepel bude vyráběná z nerezavějící ocele 17029 a tepelně upravená technologií MARTFROST (hluboké zmrazení čepele po kalení) na povrchovou tvrdost 50–58 HRC. Čepel byla broušena na drsnost povrchu 0,2 až 0,8 Ra, kvůli zmenšení vzniku odlesku. Čepel je jednobřitá se středovým hrotem. Hřbet čepele je do její poloviny příčně rýhován a od poloviny zbroušen do falešného ostří. Příčné rýhování slouží jako opěrka palce. 
Na čepel se během let razilo čtyřmístné číslo a znamenalo sérii a výrobní postup. 
- 0001 – výrobní série ještě plně neodpovídající rozsahu technických podmínek. Čepel byla kována za tepla. Vyrobeno cca 500 ks.
- 0002 – čepel zhotovena stříháním z plného materiálu, opracována pouze broušením po kalení a rovnáním za studena. Vyrobeno 1680 ks.
- 0003 – čepel zhotovena stříháním z plného materiálu, opracována broušením a čepele chlazeny vzduchem v rovnacím přípravku. Vyrobeno 4500 ks.
- 0004 a další série již odpovídají konečné technologii při výrobě čepelí – výkovky.

Čísla série 0001–0004 byla ražena na pravé straně čepele u kořenu čepele, čísla 0004–0007 byla ražena na pravé straně čepele u hřbetu čepele. 
Rukojeť byla vyrobena z pryže s označením 137.21. a následně lisována GUMOKOVEM v Hradci Králové na čepel nože. Před nalisováním rukojeti se nýtovaly na čepel dva plíšky jako vyztužení zadní části pro nasunutí pilníku a pilky. Rukojeť byla z boku zdrsněna mřížkou drážek. V zadní části rukojeti je drážka pro vkládání pilníku a pilky a v boku na konci rukojeti je otvor o průměru 6 mm pro vložení zajišťovacího mosazného čepu pilníku nebo pilky. Toto příslušenství vyvíjeli pracovníci s podnikem AJAX Jihlava. Pro výrobu pilníku a pilky byla předepsána ocel 14180 a tvrdost činné plochy pilníku byla 56–60 HRC a u pilky 45-54 HRC. Šňůra byla vyrobena ze silonu o průměru 2,5 mm a délce 2 m. Pochvy byly vyráběny z hovězí kůže podnikem KOZAP a postupně byly zdokonalovány použitím větších nýtů. Pochva má zepředu našité sumky pro uložení pilníku a pilky a zezadu sumku pro uložení pojistné šňůry. Uvnitř pochvy jsou vloženy dvě ocelové planžety, které zabraňují vypadnutí nože z pochvy. 
Pochvy nože byly raženy přejímacími značkami armády uvnitř záchytu na opasek a vypadalo to následovně: 
- K6 meče 78 – značka armády a rok přejmutí
- OTK 3 – zkratka Oddělení Technické Kontroly
- serie 2

## Zkoušky nožů
Nože UTON musely projít tvrdými testy a zde jsou některé z nich:
- Zkouška pružnosti čepele: čepel nože musela vydržet vyhnutí do obou stran o 5 stupňů.
- Zkouška ostří nože: čepel musela přetnout jedním řezem padákovou šňůru dlouhou 2 metry a zatíženou 2kg závažím.
- Zkouška pilníku: pilník musel přepilovat drát pletiva do průměru 3 mm.
- Zkouška pilky: pilka musela přeříznout hranol 30×30mm suchého a mokrého dřeva.
- Zkouška šroubováku: šroubovák na konci pilníku musel vydržet krouticí moment 8 Nm v obou směrech otáčení.
- Zkouška šňůry: šňůra musela vydržet v tahu sílu 100 N a pád 1kg závaží z 0,5 metru.
- Zkouška koroze: nůž i příslušenství musely vydržet působení par kyseliny sírové.
- Zkouška stažení rukojeti z čepele: rukojeť musela vydržet sílu min 1000 N.

## TTD
- Nůž s pochvou: 270 mm
- Šířka: 60 mm
- Hmotnost: 380 g
- Délka nože: 248 mm
- Délka čepele: 140 mm
- Šířka čepele: 25 mm
- Tloušťka čepele: 3,7 mm
- Délka šňůry: 2000 mm
- Délka pilníku: 130 mm
- Šířka pilníku: 13 mm
- Tloušťka pilníku: 3 mm
- Hmotnost pilníku: 35 g